# Lymanova serija
Lymanova serija, u fizici i kemiji, je serija ultraljubičastih emisionih linija, koje nastaju prijelazom elektrona iz energetskih razina n ≥ 2 na n = 1. Linije u seriji se nazivaju grčkim slovima po redoslijedu, od Lyman-alfa (od n = 2 na n = 1), Lyman-beta (od n = 3 na n = 1), Lyman-gama (od n = 4 na n = 1) itd. Tu seriju je otkrio Theodore Lyman 1906.

## Povijest
Povijesno, objašnjenje nastanka vodikovih spektralnih linija je bio veliki problem u fizici u 19. stoljeću. Prvo je 1885. otkrivena Balmerova serija i utvrđena je Balmerova formula za vidljivi dio spektra vodika. Na osnovu toga, Johannes Rydberg je uspio odrediti Rydbergovu formulu za sve spektralne linije vodikovog atoma. 

## Lymanova serija
Jedan od oblika Rydbergove formule za Lymanovu seriju je:
{\displaystyle {1 \over \lambda }=R\left(1-{1 \over n^{2}}\right)\qquad \left(R=1.0974\times 10^{7}{\mbox{m}}^{-1}\right)}
gdje je n – prirodni broj jednak ili veći od 2 (n = 2,3,4,...). Valne duljine (nm) Lymanove serije se nalazi u ultraljubičastom dijelu spektra:
| {\displaystyle n}  | 2     | 3     | 4    | 5    | 6    | 7    | 8    | 9    | 10   | 11   | {\displaystyle \infty } |
| Valne duljine (nm) | 121,5 | 102,5 | 97,2 | 94,9 | 93,7 | 93,0 | 92,6 | 92,3 | 92.0 | 91,9 | 91,12 (Lyman limit)     |

## Objašnjenje
1913. Niels Bohr je stvorio Bohrov model atoma, koji je uspio objasniti spektralne linije u Rydbergovoj formuli. Bohr je otkrio da elektroni u atomu vodika moraju imati točno određene, kvantizirane, energetske razine, po sljedećoj formuli:
{\displaystyle E_{n}=-{{me^{4}} \over {2\left(4\pi \varepsilon _{0}\hbar \right)^{2}}}{1 \over n^{2}}=-{13.6 \over n^{2}}[{\mbox{eV}}].}
Prema Bohrovoj pretpostavci, kada elektron skoči s početne energetske razine (Ei) na konačnu energetsku razinu (Ef), atom emitira foton s valnom duljinom:
{\displaystyle \lambda ={{hc} \over {E_{i}-E_{f}}}.}
Ako energetske razine izražavamo u elektronvoltima, a valnu duljinu u Angstromima:
{\displaystyle \lambda ={12430 \over {E_{i}-E_{f}}}.}
Za vodikov atom vrijedi:
{\displaystyle {1 \over \lambda }={{Ei-Ef} \over 12430}=\left({12430 \over 13.6}\right)^{-1}\left({1 \over m^{2}}-{1 \over n^{2}}\right)=R\left({1 \over m^{2}}-{1 \over n^{2}}\right)}
gdje je: R – Rydbergova konstanta. Za Lymanovu seriju m = 1:
{\displaystyle {1 \over \lambda }=R\left(1-{1 \over n^{2}}\right)}